# Vai lung thlan
Vai lung thlan (Mizo: lung „Stein“, thlān „Grab“; vai bedeutet „fremd“ oder steht für vai phei, den Namen eines alten Kuki-Clans) ist eine Mancala-Variante, die zuerst 1912 von Lt.-Colonel J. Shakespear in dem Buch The Lushei Kuki Clans beschrieben wurde. Das Spiel wird von Frauen und Männern der Mizo (früher: Lushai) gespielt, die im indischen Bundesstaat Mizoram leben, der sich zwischen Myanmar und Bangladesch im äußersten Osten des Subkontinents erstreckt. Mizoram wurde in den frühen 1890er Jahren von den Engländern annektiert und gehörte nach der indischen Unabhängigkeit zum Bundesstaat Assam. 1972 wurde Mizoram ein Unionsgebiet und am 20. Februar 1987, nach der Unterzeichnung eines Friedensabkommens zwischen der indischen Regierung und der Mizo National Front im Jahr 1986, ein eigener Bundesstaat.
Der ungewöhnliche Herkunft des Spiels mag der Grund sein, warum es völlig verschieden von anderen indischen Mancala-Varianten ist. Es ähnelt vielmehr Toguz Korgool, dem Nationalspiel der Kirgisen und Kasachen.
Die Mizo sind bekannt für ihre reiche materielle Kultur, dennoch besteht das Brett nur aus flachen Mulden, die in den Erdboden gegraben werden. Dies darf nicht darüber hinwegtäuschen, dass Vai lung thlan ein anspruchsvolles Spiel ist.

## Spielregeln
Das Brett besteht aus zwei mal sechs Mulden, in denen am Anfang der Partie je fünf Steine liegen. Jeder Spieler kontrolliert eine Muldenreihe.
| 5 | 5 | 5 | 5 | 5 | 5 |
| 5 | 5 | 5 | 5 | 5 | 5 |

In jedem Zug verteilt ein Spieler den Inhalt einer seiner Mulden im Uhrzeigersinn einzeln auf die folgenden Mulden.
Wenn der letzte Stein in eine leere Mulde fällt, fängt er diesen Stein und auch alle Steine, die in einer ununterbrochenen Kette dahinter (mit anderen Worten: gegen den Uhrzeigersinn) in eine leere Mulde gekommen sind. Es spielt keine Rolle, ob diese Steine auf der eigenen oder der gegnerischen Seite liegen.
Die geschlagenen Steine werden vom Brett genommen.
Es ist nicht erlaubt, auf den Zug zu verzichten, es sei denn, man kann nicht spielen. Die Partie endet, wenn beide Spieler nicht mehr ziehen können, weil keine Steine mehr auf dem Brett liegen.
Es gewinnt, wer die meisten Steine gefangen hat. Wenn jeder Spieler 30 Steine schlägt, endet die Partie unentschieden.

## Strategie
Die Partien beginnen langsam, aber beschleunigen sich, wenn das Brett sich leert und die Steine sich auf wenige Mulden konzentrieren. Im Durchschnitt dauert eine Partie etwa 70 Züge.
Eine Mulde, die 12 Steine enthält, kann immer wenigenstens einen Stein fangen, da der letzte Stein in die entleerte Mulde verteilt wird.
Mulden, die mehr als 12 Steine enthalten, können nie Steine fangen. Sie stellen eine gute Verteidigung dar, weil jede Mulde, nachdem ihr Inhalt verteilt wird, mindestens einen Stein enthält.
Am Ende der Partie versuchen die Spieler dem Gegner die letzten Züge zu nehmen und möglichst viele Steine so auf ihrer eigenen Seite zu halten, dass nur Einzelsteine entstehen, wenn der Inhalt von Mulden verteilt wird. Eine übervolle Mulde ist deshalb im Endspiel ein Nachteil.